# سمبات بیوراد

سمبات بیوراد (ارمنی: Սմբատ Բյուրատ؛ ۱۸۶۲–۱۹۱۵) یک اندیشمند، نویسنده و کنشگر اجتماعی اهل ارمنی‌تبار اهل امپراتوری عثمانی بود که در جریان نسل‌کشی ارمنی‌ها توسط حکومت ترکان جوان عثمانی کشته شد.

## زندگی‌نامه
وی در تاریخ ۳ مارس ۱۸۶۲ با نام اصلی سمبات در-قازاریان در شهر زیتون به دنیا آمد. در سال ۱۸۷۱ به اورشلیم رفت جایی که وی در مدرسه Jarankavorats حاضر شد و در سال ۱۸۸۰ از آنجا فارغ‌التحصیل شد. دوره‌های تربیتی در سوربن فراگرفت و در مدارس ارمنی شهرهای مختلف به تدریس پرداخت.
در سال ۱۸۸۵ در روستای ارمنی‌نشین سیس مدرسه‌ای افتتاح نمود.
وی کنشگر سیاسی شد و به همراه همسرش (که در زندان ترکی نابینا شد) دستگیر و به مدت پنج سال در زندان‌های ماراش و حلب سپری نمود در نامه‌ای که توسط اهالی ارمنی زیتون که به نخست‌وزیر بریتانیا، ویلیام اوارت گلدستون نوشتند وضعیت بیوراد در زمان دستگیری در زندان و درمان را توصیف کردند.

## مرگ
بیوراد در تاریخ ۲۴ آوریل ۱۹۱۵ دستگیر شد و به همراه دیگر اندیشمندان ارمنی تبعید شد، و در عایاش زندانی شد و در نهایت در آنکارا کشته شد.